# Galeffi (Sänger)

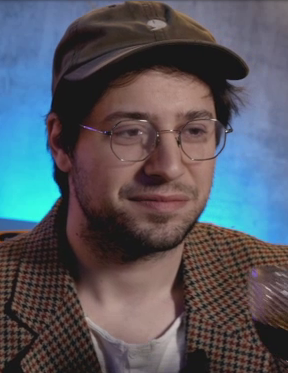
Galeffi, 2023

Galeffi (* 19. Mai 1991 als Marco Cantagalli in Rom) ist ein italienischer Cantautore.

## Werdegang
Galeffi trat zunächst als Musiker in den Lokalen seiner Heimatstadt auf und nahm 2013 an der ersten Staffel der Castingshow The Voice of Italy im Team von Piero Pelù teil. 2017 debütierte er schließlich beim Indie-Label Maciste mit dem Album Scudetto. Sein zweites Album Settebello erschien 2020 im Vertrieb von Universal. Dafür wurde er beim MEI, dem Festival der unabhängigen italienischen Musik, mit dem Nachwuchspreis für das Album des Jahres ausgezeichnet. 2022 folgte das dritte Album Belvedere.

## Diskografie

### Alben
| Jahr | Titel Musiklabel                      | Höchstplatzierung, Gesamtwochen, AuszeichnungChartsChartplatzierungen (Jahr, Titel, Musiklabel, Platzierungen, Wochen, Auszeichnungen, Anmerkungen) | Anmerkungen                             |
| Jahr | Titel Musiklabel                      | IT | Anmerkungen                             |
| ---- | ------------------------------------- | --- | --------------------------------------- |
| 2017 | Scudetto Maciste Dischi               | — | Erstveröffentlichung: 24. November 2017 |
| 2020 | Settebello Maciste Dischi / Universal | IT81 (3 Wo.)IT | Erstveröffentlichung: 20. März 2020     |
| 2022 | Belvedere Capitol / Universal         | — | Erstveröffentlichung: 20. Mai 2022      |

### Singles
- 2017: Tazza di te (IT: Gold)[6]

## Belege
1. ↑  Rai Due – The Voice of Italy – Marco Cantagalli. Rai, 14. März 2013, abgerufen am 27. November 2022.
2. ↑  Andrea Parrella: Galeffi: “Dell’indie me ne frego, provo a scrivere canzoni normali, che è la cosa più difficile”. In: Fanpage.it. 8. Januar 2019, abgerufen am 27. November 2022 (italienisch).
3. ↑  Claudio Cabona: A Galeffi il premio Giovani Mei per il “Miglior disco dell’anno”. In: ilsecoloxix.it. 23. September 2020, abgerufen am 27. November 2022 (italienisch).
4. ↑  Elena Palmieri: Leggerezza e malinconia pop sono le due facce del nuovo Galeffi. In: Rockol.it. 1. Juni 2022, abgerufen am 27. November 2022 (italienisch).
5. ↑  Alben von Galeffi. In: Italiancharts.com. Hung Medien, abgerufen am 29. Januar 2024.
6. ↑  Auszeichnungen für Musikverkäufe: IT

| Personendaten    | Personendaten                                               |
| ---------------- | ----------------------------------------------------------- |
| NAME             | Galeffi                                                     |
| ALTERNATIVNAMEN  | Cantagalli, Marco (Geburtsname); Galeffi, Marco (Pseudonym) |
| KURZBESCHREIBUNG | italienischer Cantautore                                    |
| GEBURTSDATUM     | 19. Mai 1991                                                |
| GEBURTSORT       | Rom                                                         |